# Hakim Ziyech
Hakim Ziyech (Dronten, Flevoland, Países Bajos, 19 de marzo de 1993) es un futbolista marroquí, con nacionalidad neerlandesa, que juega como delantero, actualmente se encuentra libre. 

## Trayectoria

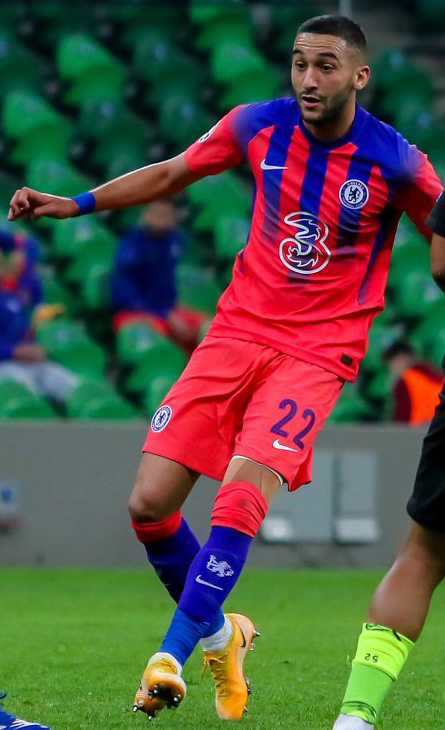
Hakim Ziyech disputando un partido para el Chelsea F. C. en el año 2020

### S. C. Heerenveen
Ziyech se unió a la escuela de fútbol del S. C. Heerenveen, en 2007, procedente del ASV Dronten. El 2 de agosto de 2012 hizo su debut con el primer equipo del S. C. Heerenveen en la tercera ronda de clasificación de la Liga Europa de la UEFA contra el Rapid Bucarest. Diez días más tarde, debutó en la Eredivisie ante el NEC Nimega. En la temporada 2013-14 se convirtió en una de las grandes revelaciones de su equipo, logrando once tantos.

### F. C. Twente
En agosto de 2014 firmó por el F. C. Twente, donde rápidamente, se convirtió en la principal referencia ofensiva de la plantilla, siendo el máximo goleador de la plantilla e, incluso, el máximo asistente de la Eredivisie 2014-15. De cara a la temporada 2015-16 pasó a ser el capitán del equipo, reconocimiento que le retiraron unos meses después de varios comentarios en contra de algunas decisiones del club.

### Ajax
El 30 de agosto de 2016 fichó por el Ajax a cambio de once millones de euros. En su primera campaña alcanzó la final de la Liga Europa, en la que cayeron derrotados por el Manchester United. En sus primeras dos campañas en el club mantuvo un registro goleador en torno a los diez goles y fue el máximo asistente de la Eredivisie. Además fue el elegido mejor jugador del Ajax y de la Eredivisie en la temporada 2017-18.
Su rendimiento se acrecentó en la temporada 2018-19, donde tuvo un destacado papel en la eliminación del Real Madrid de la Liga de Campeones tras un histórico triunfo por 1 a 4 en el Estadio Santiago Bernabéu. Ziyech marcó tanto en la ida como en la vuelta y fue uno de los jugadores más destacados de la eliminatoria de octavos de final. El 8 de mayo marcó el segundo gol en la vuelta de semifinales ante el Tottenham, aunque finalmente fueron eliminados por 2 a 3.

### Chelsea
El 13 de febrero de 2020 el Ajax de Ámsterdam hizo oficial su traspaso al Chelsea F. C. a partir del 1 de julio de ese año a cambio de 40 millones de euros más 4 en variables. En tres años disputó un total de 107 partidos en los que anotó 14 goles, uno de ellos en la Supercopa de Europa 2021 ante el Villarreal C. F. Ese fue uno de los títulos que ganó junto con la Liga de Campeones de la UEFA y la Copa Mundial de Clubes de la FIFA.

### Turquía y Catar
El 19 de agosto de 2023 fichó por el Galatasaray S. K., donde llegó en calidad de préstamo por una temporada hasta junio de 2024, con opción de compra gratuita. Esta se hizo efectiva y firmó un contrato por un año con opción a otro.
El 30 de enero de 2025, tras haberse desvinculado del conjunto turco, fichó por el Al-Duhail S. C. catarí.
Tan solo 6 meses después, se encuentra sin equipo desde el 1 de julio de 2025, tras terminar su contrato con el club catarí.  Su etapa allí fue corta y poco exitosa, terminando su contrato de forma anticipada, el mismo ha declarado que no desea volver a jugar en el golfo.

## Selección nacional
Jugó en las categorías inferiores de la selección de Países Bajos (sub-19, sub-20 y sub-21). Finalmente, en septiembre de 2015 optó por jugar con la selección de Marruecos, país de nacimiento de sus padres. El 9 de octubre debutó en un encuentro ante Costa de Marfil.
Fue convocado por Hervé Renard en la lista de 23 jugadores para el Mundial de Rusia de 2018, donde fue titular en los tres encuentros de la fase de grupos.

### Participaciones en Copas del Mundo
| Mundial      | Sede  | Resultado      | Partidos | Goles |
| ------------ | ----- | -------------- | -------- | ----- |
| Mundial 2018 | Rusia | Fase de grupos | 3        | 0     |
| Mundial 2022 | Catar | Cuarto puesto  | 7        | 1     |

## Estadísticas

### Clubes
Actualizado al último partido disputado el 7 de noviembre de 2024.
| Club | Div.          | Temporada     | Liga(1) | Liga(1) | Liga(1) | Copas nacionales(2) | Copas nacionales(2) | Copas nacionales(2) | Copas internacionales(3) | Copas internacionales(3) | Copas internacionales(3) | Total | Total | Total  |
| Club | Div.          | Temporada     | Part.   | Goles   | Asist.  | Part.               | Goles               | Asist.              | Part.                    | Goles                    | Asist.                   | Part. | Goles | Asist. |
| --- | ------------- | ------------- | ------- | ------- | ------- | ------------------- | ------------------- | ------------------- | ------------------------ | ------------------------ | ------------------------ | ----- | ----- | ------ |
| S. C. Heerenveen · Países Bajos | 1.ª           | 2012-13       | 5       | 0       | 0       | 1                   | 0                   | 0                   | 2                        | 0                        | 1                        | 8     | 0     | 1      |
| S. C. Heerenveen · Países Bajos | 1.ª           | 2013-14       | 33      | 9       | 10      | 3                   | 2                   | 0                   | —                        | —                        | —                        | 36    | 11    | 10     |
| S. C. Heerenveen · Países Bajos | 1.ª           | 2014-15       | 2       | 2       | 0       | 0                   | 0                   | 0                   | —                        | —                        | —                        | 2     | 2     | 0      |
| S. C. Heerenveen · Países Bajos | Total club    | Total club    | 40      | 11      | 10      | 4                   | 2                   | 0                   | 2                        | 0                        | 1                        | 46    | 13    | 11     |
| F. C. Twente · Países Bajos | 1.ª           | 2014-15       | 31      | 11      | 15      | 5                   | 4                   | 2                   | 2                        | 0                        | 0                        | 38    | 15    | 17     |
| F. C. Twente · Países Bajos | 1.ª           | 2015-16       | 33      | 17      | 12      | 1                   | 0                   | 0                   | —                        | —                        | —                        | 34    | 17    | 12     |
| F. C. Twente · Países Bajos | 1.ª           | 2016-17       | 4       | 2       | 1       | 0                   | 0                   | 0                   | —                        | —                        | —                        | 4     | 2     | 1      |
| F. C. Twente · Países Bajos | Total club    | Total club    | 68      | 30      | 28      | 6                   | 4                   | 2                   | 2                        | 0                        | 0                        | 76    | 34    | 30     |
| A. F. C. Ajax · Países Bajos | 1.ª           | 2016-17       | 28      | 7       | 12      | 1                   | 1                   | 0                   | 13                       | 2                        | 3                        | 42    | 10    | 15     |
| A. F. C. Ajax · Países Bajos | 1.ª           | 2017-18       | 34      | 9       | 15      | 1                   | 0                   | 0                   | 4                        | 0                        | 1                        | 39    | 9     | 16     |
| A. F. C. Ajax · Países Bajos | 1.ª           | 2018-19       | 29      | 16      | 13      | 3                   | 0                   | 3                   | 17                       | 5                        | 4                        | 49    | 21    | 20     |
| A. F. C. Ajax · Países Bajos | 1.ª           | 2019-20       | 21      | 6       | 12      | 3                   | 0                   | 0                   | 11                       | 2                        | 6                        | 35    | 8     | 18     |
| A. F. C. Ajax · Países Bajos | Total club    | Total club    | 112     | 38      | 52      | 8                   | 1                   | 3                   | 45                       | 9                        | 14                       | 165   | 48    | 69     |
| Chelsea F. C. Inglaterra | 1.ª           | 2020-21       | 23      | 2       | 3       | 6                   | 2                   | 1                   | 10                       | 2                        | 0                        | 39    | 6     | 3      |
| Chelsea F. C. Inglaterra | 1.ª           | 2021-22       | 23      | 4       | 3       | 9                   | 2                   | 1                   | 12                       | 2                        | 2                        | 44    | 8     | 6      |
| Chelsea F. C. Inglaterra | 1.ª           | 2022-23       | 18      | 0       | 3       | 2                   | 0                   | 0                   | 4                        | 0                        | 0                        | 24    | 0     | 3      |
| Chelsea F. C. Inglaterra | Total club    | Total club    | 64      | 6       | 9       | 17                  | 4                   | 2                   | 26                       | 4                        | 2                        | 107   | 14    | 13     |
| Galatasaray S. K. Turquía | 1.ª           | 2023-24       | 18      | 6       | 3       | 0                   | 0                   | 0                   | 5                        | 2                        | 1                        | 23    | 8     | 4      |
| Galatasaray S. K. Turquía | 1.ª           | 2024-25       | 2       | 0       | 0       | 1                   | 0                   | 0                   | 3                        | 0                        | 0                        | 6     | 0     | 0      |
| Galatasaray S. K. Turquía | Total club    | Total club    | 20      | 6       | 3       | 1                   | 0                   | 0                   | 8                        | 2                        | 1                        | 29    | 8     | 4      |
| Total carrera | Total carrera | Total carrera | 304     | 91      | 87      | 36                  | 11                  | 11                  | 83                       | 15                       | 14                       | 423   | 117   | 112    |
| (1)Incluye datos de la Eredivisie. (2)Incluye datos de la Copa de los Países Bajos y Supercopa de los Países Bajos. (3)Incluye datos de la Liga de Campeones de la UEFA y Liga Europa de la UEFA. |               |               |         |         |         |                     |                     |                     |                          |                          |                          |       |       |        |

## Palmarés

### Títulos nacionales
| Título                        | Club              | País         | Año  |
| ----------------------------- | ----------------- | ------------ | ---- |
| Copa de los Países Bajos      | Ajax de Ámsterdam | Países Bajos | 2019 |
| Eredivisie                    | Ajax de Ámsterdam | Países Bajos | 2019 |
| Supercopa de los Países Bajos | Ajax de Ámsterdam | Países Bajos | 2019 |
| Supercopa de Turquía          | Galatasaray S. K. | Turquía      | 2023 |
| Superliga de Turquía          | Galatasaray S. K. | Turquía      | 2024 |

### Títulos internacionales
| Título                            | Club          | Sede    | Año  |
| --------------------------------- | ------------- | ------- | ---- |
| Liga de Campeones de la UEFA      | Chelsea F. C. | Oporto  | 2021 |
| Supercopa de la UEFA              | Chelsea F. C. | Belfast | 2021 |
| Copa Mundial de Clubes de la FIFA | Chelsea F. C. | EAU     | 2021 |

### Distinciones individuales
| Distinción                                                      | Año                          |
| --------------------------------------------------------------- | ---------------------------- |
| Futbolista africano del año (Lion d'Or)                         | 2018                         |
| Futbolista del año en los Países Bajos                          | 2018                         |
| Máximo asistente de la Eredivisie                               | 2015, 2016, 2017, 2018, 2019 |
| Team of the Year de la Eredivisie                               | 2016, 2017, 2018, 2019       |
| "VP" Mejor jugador de la Eredivisie                             | 2016, 2018, 2019             |
| Jugador del año del A. F. C. Ajax                               | 2018, 2019, 2020             |
| Miembro del mejor once africano de France Football              | 2018, 2019, 2020             |
| Incluido en el Equipo Ideal de la Liga de Campeones             | 2019                         |
| Gol de la temporada del A. F. C. Ajax                           | 2020                         |
| Team of the Year de la FA Cup                                   | 2021                         |
| Once ideal de la CAF                                            | 2019, 2020                   |
| Parte de los 100 mejores jugadores del mundo según The Guardian | 2022                         |